# Luis Álvaro de Oliveira Ribeiro
Luis Álvaro de Oliveira Ribeiro dit LAOR, né le 16 décembre 1942 à Santos dans l'État de São Paulo au Brésil, et mort le 16 août 2016 à São Paulo (État de São Paulo), est un homme d'affaires spécialisé dans l'immobilier et un dirigeant de football brésilien. 
Agent artistique de formation, il est depuis 2009 le président du club de football brésilien du Santos Futebol Clube, succédant à Marcelo Pirilo Teixeira après 10 ans de présidence historique.

## Biographie
Luis Álvaro de Oliveira Ribeiro se présente une première fois au poste de président du club du Santos FC en 2003 face à Marcelo Pirilo Teixeira, et n'atteint que 40 % des voix (990 votes). 
Il déclare à ce propos : « Mes médecins et ma famille m'ont traité de fou à la suite de cette décision, à la suite des événements de juillet 2003, après une crise cardiaque et quatre arrêts cardiaques. Mais mon amour pour Santos est plus fort, et après avoir vu la mort de près, je me suis porté comme candidat à la présidence ».
En 2009, il se représente lors d'élections marquées par des manifestations. Il est alors élu avec le quota de votes le plus élevé de l'histoire du club (1 882 votes pour 62 % des voix) et prend la place de Teixeira.
Dès sa prise de position, il devient le premier président à remporter le plus rapidement un titre après sa prise de fonction, avec le trophée de champion pauliste en 2010, en seulement 30 matches (dont 23 en championnat).
Un de ses faits d'armes majeurs au début de son administration, est l'obtention sous forme de prêt de la star brésilienne Robinho de la part de Manchester City. Pour réussir à payer le salaire de l'attaquant international, il demande l'aide de différents partenaires et contingents.
Cinq mois après sa nomination, il remporte avec Santos le tout premier titre de champion de la coupe du Brésil. Le club n'avait pas remporté deux titres dans la même année depuis 1968.
Utilisant son sens des affaires, il parvient à augmenter la masse salariale du club, et ainsi à garder quelque temps les nombreuses jeunes stars naissantes du club comme Neymar ou Ganso, très convoités par de grosses pointures européennes. En 2010, à la fin de sa première année de mandat, il réalise un gros coup en faisant venir le joueur de Galatasaray, Elano.